# Galerius
Gaius Galerius Valerius Maximianus (ca. 250 - mei 311), bekend als Galerius, was Romeins keizer van 1 mei 305 tot mei 311.

## Leven

### Afkomst
Galerius is afkomstig van een familie van veetelers uit Illyricum. Zijn precieze geboortedatum is niet bekend, maar wordt geschat op ca. 250, aangezien hij heeft gediend onder Aurelianus. Galerius werd volgens nagelaten bronnen geboren in Serdica. Sommige moderne geleerden beschouwen echter de strategische plaats, Felix Romuliana (Gamzigrad), waar hij later het naar zijn moeder vernoemde paleis zou bouwen, als zijn geboorte en begrafenisplaats. Zijn vader was een Thraciër en zijn moeder Romula was een Dacische vrouw, die Dacia was ontvlucht als gevolg van Karpische aanvallen. Aanvankelijk trad hij als jongen in de voetsporen van zijn vader en koos hij voor het beroep van herder, in welke hoedanigheid hij zijn achternaam van Armentarius (Latijn: armentum, kudde) opdeed.

### Caesar
Onder het bewind van de keizers Aurelianus en Probus was hij soldaat. Verder is er weinig over hem bekend van vóór zijn benoeming tot Caesar op 1 maart 293 door Diocletianus. Galerius verliet ook zijn vrouw, en hertrouwde met Valeria, de dochter van Diocletianus. Als Caesar vocht hij in 294 in Egypte, en in de jaren erna tegen de Perzen. Hij slaagde erin hun koning Narses een nadelige vrede op te leggen: de vrede van Nisibis. In 303 waren er veel christenvervolgingen, die waarschijnlijk door Galerius waren ingezet.

### Augustus

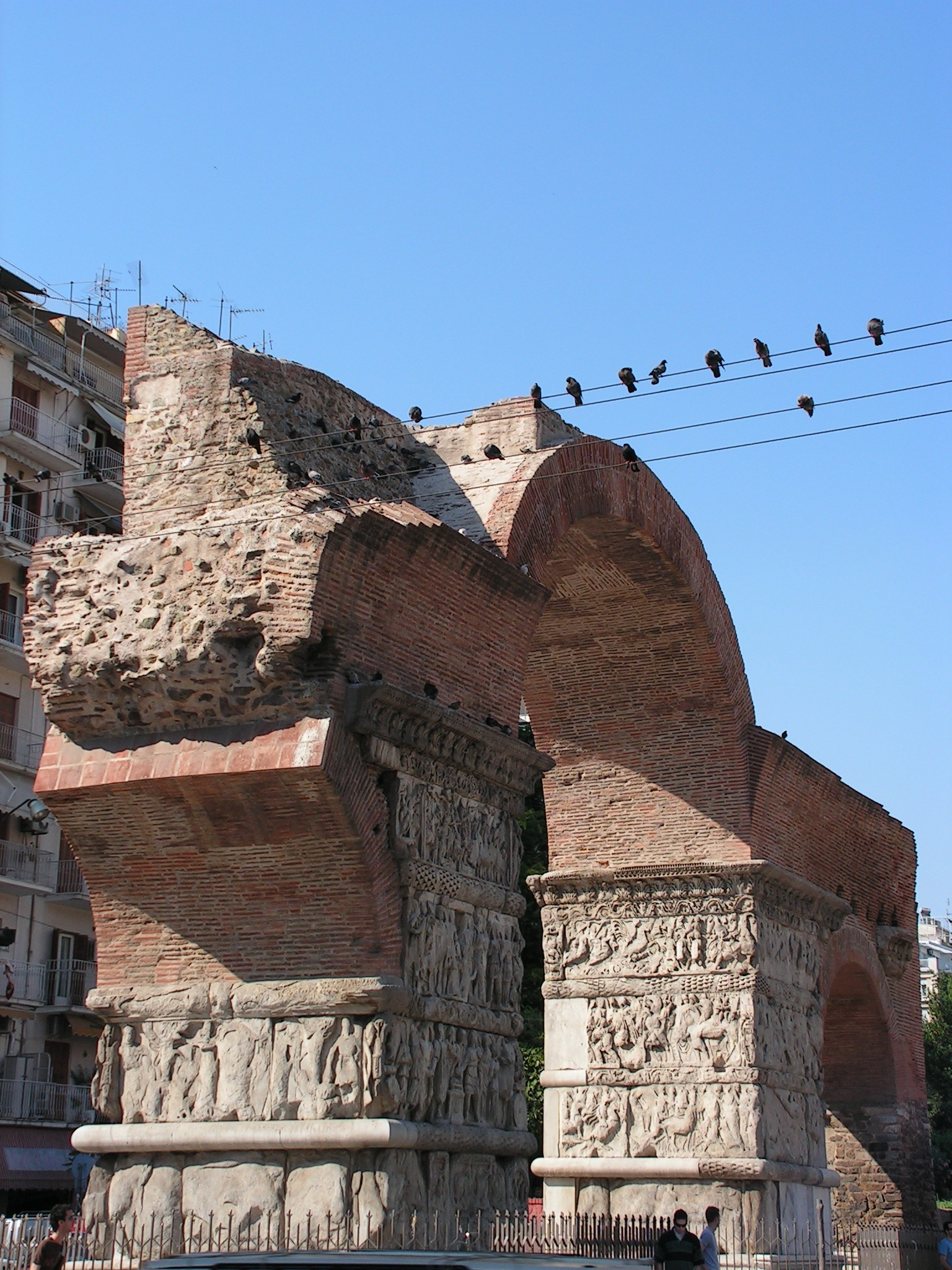
De boog van Galerius in Thessaloniki

Op 1 mei 305 kwam er een einde aan de eerste Tetrachie door het afgesproken gezamenlijk aftreden van Diocletianus en diens medekeizer Maximianus. Galerius volgde Diocletianus op, en Constantius I Chlorus Maximianus. Galerius' nieuwe Caesar werd zijn neef Maximinus II Daia (de zoon van een zuster van Galerius), en Galerius zorgde ervoor dat zijn goede vriend Severus II in het westen Caesar werd.
Al in 306 stierf Constantius Chlorus echter, toen hij een veldtocht tegen de Picten in Britannia voorbereidde. Zijn leger verklaarde zijn zoon Constantijn de Grote meteen tot keizer. Galerius zag dat niet zomaar zitten, en benoemde Severus tot keizer in het westen. Om de zaak te sussen werd Constantijn wel Caesar.
De hele situatie werd nog wat ingewikkelder toen in oktober 306 de zoon van Maximianus, Maxentius zich wederrechtelijk tot keizer verklaarde in Rome. Galerius stuurde Severus er met een leger op af, maar dat werd door Maxentius omgekocht. Severus vluchtte maar werd later gedood. Galerius deed een poging om zijn dood te wreken, maar dit mislukte.
In 308 werd besloten dat Severus werd opgevolgd door Licinius, een andere vriend van Galerius. Constantijn en Maximinus Daia werden ook keizer gemaakt. Maximianus, die op een tweede legitieme termijn had gehoopt, kreeg deze niet.
Hierna deed Galerius het 'rustig aan'. Hij stierf in mei 311 als gevolg van een natuurlijke dood. Een week voor zijn dood vaardigde hij het edict van Nicomedia uit waardoor voorlopig een einde kwam aan de christenvervolgingen die in 303 onder Diocletianus aanvingen. Maxentius verdronk in 312 bij de Slag bij de Milvische Brug.

## Verder lezen
- T. Christensen - ed. M. Müller - introd. H. Montgomery, C. Galerius Valerius Maximinus: Studies in the Politics and Religion of the Roman Empire AD 305-313, Kopenhagen, 2012.